# Апел на Привременното българско управление в Македония
Апелът на Привременното българско управление в Македония, издаден на 10 ноември 1878 година, е един от основните документи на Кресненско-Разложкото въстание, разкриващ причините и характера на бунта.